# Trouble de la personnalité schizotypique
 Mise en garde médicale
Le trouble de la personnalité schizotypique  (TPS), ou simplement trouble schizotypique, est un trouble de la personnalité caractérisé par une anxiété sociale importante, de la paranoïa, un besoin d'isolement social, accompagné de pensées ou de comportements tels les maniérismes vocaux, un style vestimentaire atypique, ou encore des délires. Les personnes ayant ce trouble peuvent se sentir extrêmement mal à l'aise dans une relation intime ou proche, principalement pour le fait de croire que leurs pairs ont des pensées négatives à leur égard. Dans certains cas, les personnes atteintes de TPS peuvent réagir bizarrement au cours d'une conversation, ne pas répondre, ou se parler à elles-mêmes.
Ces personnes interprètent souvent des situations comme étant étranges, ou ayant un sens inhabituel pour elles ; les croyances paranormales et superstitieuses sont possibles. Ces personnes cherchent souvent des soins médicaux pour traiter l'anxiété ou la dépression, au lieu de leur trouble de la personnalité. 3 % de la population est affectée, principalement chez les hommes. Le terme spécifique schizotype est crédité par Sandor Rado en 1956 en tant qu'abréviation de « phénotype schizophrène ».

## Histoire
La schizotypie est un concept proposé par Sándor Radó durant la période où l'on essayait de réfléchir à la nature de fond de la schizophrénie et comment elle peut se présenter sous des formes dégradées. Radó forme un néologisme à partir de schizophrenic et « phénotype » (et non pas « génotype » comme cela a été traduit par d'autres auteurs). 

« Lorsqu'on soumet les manifestations patentes de la schizophrénie à une analyse psychodynamique minutieuse, on découvre un ensemble de traits psychodynamiques sous-jacents (…) que l'on peut mettre en évidence chez le patient tout au long de sa vie. Ce qui permet de le définir comme un schizotype de la naissance à la mort, et nous autorise à considérer son histoire de vie comme une succession d'états schizotypiques. On peut appeler organisation schizotypique l'ensemble des traits psychodynamiques particuliers aux schizotypes. »

— Sándor Radó, 1953
Ce n'est pas un diagnostic mais une forme d'organisation du psychisme. Pour Radó, il y a deux choses fondamentales, deux défauts qui fondent une organisation schizotypique :
- déficience de la capacité intégrative du plaisir ;
- diathèse proprioceptive.

Le premier de ces défauts se manifeste par une faiblesse de la capacité motivante du plaisir ; le second, par une propension à une distorsion de la conscience du soi corporel.
Ce sont deux axes organisationnels qui vont se manifester par la suite sous forme de symptômes. À propos de la schizotypie décompensée (schizophrénie pseudo-névrotique), il écrit :

« The organism now ceases to have a definite selfhood; (…) psychodynamic life is now the interaction of a fragmented organism with a fragmented environment. »

— Radó, 1953
La schizotypie (tout comme la schizoïdie) ne doit pas être conçue simplement comme une « forme atténuée de la maladie », mais comme décrivant les perturbations de l'existence qui sont au cœur de la pathologie schizophrénique.
Pour le DSM, la schizotypie est un trouble de la personnalité (groupe A) ; cette définition n'a qu'une très vague ressemblance avec celle proposée à l'origine par S. Radó. C'est une autre conception que celle du DSM qui est derrière ce concept.

## Causes

### Génétiques
Bien qu'il soit listé dans le manuel diagnostique et statistique des troubles mentaux (DSM-IV-TR) sur l'Axe II, le trouble de la personnalité schizotypique est grandement perçu comme étant un trouble du « spectre de la schizophrénie ». Les statistiques indiquent que ce trouble est beaucoup plus fréquent chez les individus atteints de schizophrénie que chez les individus atteints d'un autre trouble mental ou ne souffrant pas forcément d'un trouble quelconque. Techniquement parlant, le trouble de la personnalité schizotypique est un « phénotype étendu » qui aide les généticiens à tracer la transmission génétique des gènes impliqués dans la schizophrénie.
Il existe une douzaine d'études montrant que les individus atteints de trouble de la personnalité schizotypique marquent un point similaire aux individus atteints de schizophrénie sur un très haut rang de tests neuropsychologiques. Les troubles cognitifs chez les patients sont similaires, mais quelque part moins importants, à ceux des patients atteints de schizophrénie.
Une étude des gènes prédisposant à la schizophrénie, impliqués dans des périodes pendant lesquelles des changements évolutifs précis a été réalisée. Les changements évolutifs suspectés s'étalent sur des périodes de développement de groupes sociaux de grande taille avec une communication et un fonctionnement social complexe, et mettent en avant une sélection positive de certains gènes liés au développement de comportements schizotypiques.
Les gènes en question concernent la créativité, l'ouverture aux expériences nouvelles, la pensée divergente, et seraient impliqués dans la sélection sexuelle, la résolution de problèmes ainsi que les talents artistiques et artisanaux.

### Société et environnement
Les individus atteints de trouble de la personnalité schizotypique, comme pour les patients atteints de schizophrénie, peuvent être sensibles et hostiles aux critiques. 
Il existe maintenant des preuves pour suggérer que les styles d'éducation de l'enfant, les séparations précoces, les traumatismes/antécédents de maltraitance (négligence en particulier de la petite enfance) peuvent conduire au développement de traits schizotypiques,.
Au fil du temps, les enfants apprennent à interpréter les signaux sociaux et à y répondre de manière appropriée, mais pour des raisons inconnues, ce processus ne fonctionne pas correctement pour les personnes ayant ce trouble. La négligence ou la maltraitance, le trauma, ou le dysfonctionnement familial pendant l'enfance peut augmenter le risque de développement du trouble de la personnalité schizotypique.
Le trouble de la personnalité schizotypique se caractérise par une déficience attentionnelle, à des degrés divers selon les individus. Une étude suggère que les déficits d'attention pourraient servir de marqueur de susceptibilité biologique pour le trouble de la personnalité schizotypique, ce qui pourrait expliquer leurs difficultés dans des situations sociales complexes où les repères interpersonnels et communicationnels sont essentiels pour avoir une interaction de qualité. Ceci pourrait éventuellement entraîner l'individu à se retirer de la plupart des interactions sociales, conduisant ainsi à l'asocialité.

## Comorbidité

### Axe I
Le trouble de la personnalité schizotypique est généralement lié au trouble dépressif majeur, la dysthymie, et la phobie sociale généralisée. Il peut également coexister avec un trouble obsessionnel compulsif, ce qui peut mener le traitement à avoir un effet contraire à celui escompté.
Certaines personnes ayant un trouble de la personnalité schizotypique développent une schizophrénie, mais ce n'est pas le cas pour la majorité des patients. Bien que la symptomatologie du TPS ait été étudiée longitudinalement dans un certain nombre d'échantillons, les résultats ne suggèrent aucune probabilité significative du développement de la schizophrénie. Il y a des dizaines d'études montrant que les personnes souffrant d'un trouble de la personnalité schizotypique ont des scores similaires à ceux des personnes atteintes de schizophrénie sur une très large gamme de tests neuropsychologiques. Les déficits cognitifs chez les patients souffrant d'un trouble de la personnalité schizotypique sont très similaires, mais quantitativement plus faibles que ceux des patients schizophrènes Une étude de 2004, cependant, a rapporté une preuve neurologique que « le modèle TPS est tout simplement une forme atténuée de la schizophrénie ».
En cas de consommation de méthamphétamine, les personnes souffrant de troubles de la personnalité schizotypique courent un grand risque de développer une psychose permanente.

### Axe II
Dans la plupart des cas, les troubles de la personnalité schizotypique sont co-produits avec la schizoïdie, le trouble de la personnalité paranoïaque, le trouble de la personnalité narcissique, et le trouble de la personnalité borderline.

## Diagnostic

### DSM-5
Dans le DSM-5 de l'American Psychiatric Association, le trouble de la personnalité schizotypique est défini comme un « modèle de déficits sociaux et interpersonnels marqués par un malaise et une faible capacité d'avoir des relations proches, ainsi que par des distorsions et des excentricités de comportements cognitifs ou perceptuels, à partir de l'âge adulte, et qui sont présents dans une variété de contextes ».
Au moins cinq des symptômes suivants doivent être présents : idées de référence, croyances étranges ou pensée magique, expériences perceptives anormales, pensées ou paroles étranges, paranoïa, affects inappropriés, comportement ou apparence étrange, absence d'amis proches, phobie sociale excessive qui ne faiblit pas et qui résulte de la paranoïa, plutôt que des jugements négatifs sur soi. Ces symptômes ne doivent pas se produire avec un autre trouble aux symptômes similaires tels que la schizophrénie ou le trouble du spectre autistique.

### CIM
La CIM-10 de l'Organisation mondiale de la santé utilise le terme trouble schizotypique (F21) qui est classé comme un trouble clinique associé à la schizophrénie, plutôt qu'un trouble de la personnalité comme dans le DSM-5. La désignation "trouble de la personnalité schizotypique" dans le DSM-IV est controversée[réf. nécessaire].
La définition de la CIM est :
Trouble caractérisé par un comportement excentrique et des anomalies de pensées et d'affects qui ressemblent à ceux observés dans la schizophrénie, si aucune anomalie manifeste et caractéristique de la schizophrénie ont eu lieu. Il n'y a pas de perturbation typique, mais un des éléments suivants peuvent être présents :
- Affect inadapté et faible (l'individu semble froid ou distant) ;
- Comportement ou apparence étrange, excentrique ou particulière ;
- Rapport social pauvre et tendance à se retirer socialement ;
- Croyances bizarres ou pensée magique, qui influencent le comportement et qui est incompatible avec les normes socio-culturelles ;
- Suspicions et idées paranoïdes ;
- Rumination mentale obsessionnelle sans résistance interne, souvent avec dysmorphophobie, et contenus sexuels ou agressifs ;
- Expériences perceptives inhabituelles, notamment somato-sensorielles (corporelles), dépersonnalisation ou déréalisation ;
- Pensée vague, circonstancielle, métaphorique, complexe ou stéréotypée, qui se manifeste par un langage étrange ou par d'autres moyens, sans incohérence ;
- Épisodes occasionnels et comportements transitoires quasi-psychotiques d'hallucinations auditives ou autres, et idées délirantes semblables survenant habituellement sans stimulation externe.
Le trouble a une évolution chronique avec des fluctuations d'intensité ; parfois, il évolue vers une schizophrénie manifeste, mais dans la plupart des cas il évolue vers un trouble de la personnalité. Il est plus fréquent chez les personnes ayant un lien de parenté avec des personnes atteintes de schizophrénie, et il est considéré comme faisant partie du « spectre » génétique de la schizophrénie.

#### Directives pour le diagnostic
Cette rubrique diagnostique n'est pas recommandée pour un usage général, car la démarcation avec la simple schizophrénie, les troubles schizoïdes ou la personnalité paranoïde, ou peut-être même l'autisme et le syndrome d'Asperger, n'est pas clairement définie. Pour que le terme soit employé, trois ou quatre des caractéristiques listées ci-dessus doivent être présentes, de façon continue ou épisodique, pendant au moins 2 ans. L'individu ne doit jamais avoir satisfait aux critères de la schizophrénie elle-même. Une schizophrénie chez une parenté de premier degré donne un poids supplémentaire pour le diagnostic, mais ce n'est pas une condition suffisante.

#### Inclus
- Schizophrénie borderline
- Schizophrénie latente
- Réactions schizophréniques latentes
- Schizophrénie pré-psychotique
- Schizophrénie prodromique
- Schizophrénie pseudo-névrotique
- Schizophrénie pseudo-psychopatique
- Trouble de la personnalité schizotypique

#### Exclus
- Trouble de la personnalité schizoïde
- Syndrome d'Asperger (bien que la différenciation puisse être difficile en raison de symptômes communs importants)

### Sous-types
Theodore Millon propose deux sous-types de schizotypie,. De nombreux individus ayant un trouble de la personnalité schizotypique peuvent présenter l'un ou l'autre des sous-types suivants, qui diffèrent quelque peu (à noter que Millon estime qu'il est rare qu'une personnalité ait une variante pure, il s'agit plutôt d'un mélange d'une variante majeure avec une ou plusieurs variantes mineures secondaires) :
| Sous-type             | Description | Traits de personnalité |
| --------------------- | --- | --- |
| Schizotypie plate     | Exagération structurelle du modèle passif-détaché, incluant les caractéristiques du trouble de la personnalité schizoïde, du trouble dépressif, et du trouble de la personnalité dépendante. | Étrangeté ; extérieurement terne, morose, inexpressif ; intérieurement fade, improductif, indifférent, et insensible ; dissimulé, vague, pensées divergentes. |
| Schizotypie craintive | Exagération structurelle du modèle actif-détaché, incluant les caractéristiques négativistes du trouble de la personnalité évitante (passif- agressif).                                      | Appréhension, vigilant, méfiant, réservé, inquiet, sensibilité excessive ; aliéné à soi et aux autres ; disqualifie ses propres pensées.                      |

### Diagnostics différentiels
Il y a un taux élevé de comorbidités avec d'autres troubles de la personnalité. McGlashan et al.(2000) a déclaré que cela pouvait être dû à des chevauchements avec d'autres caractéristiques de troubles de la personnalité tels que le trouble de la personnalité évitante, le trouble de la personnalité paranoïaque et le trouble de la personnalité borderline.
Il y a de nombreuses similarités entre la schizotypie et la personnalité schizoïde. La plus notable des similitudes est l'incapacité d'engager ou de maintenir des relations amicales et romantiques. La principale différence entre les deux semble être que les personnes schizotypiques évitent l'interaction sociale par crainte profonde des autres, alors que les individus schizoïdes n'ont tout simplement pas envie de nouer des relations, parce qu'ils ne voient aucun intérêt à partager leur temps avec les autres.

## Épidémiologie
La prévalence rapportée du TPS serait de 0,6 % chez les Norvégiens, à 4,6 % en Amérique. Une grande étude américaine a trouvé une prévalence de 3,9 %, avec des taux légèrement plus élevés chez les hommes (4,2 %) que chez les femmes (3,7 %). Il est rare dans les populations cliniques, avec des taux de 0 % à 1,9 %.
Une étude de l'université du Colorado comparant les troubles de la personnalité avec les profils du Myers-Briggs Type Indicator, il a été trouvé que ce trouble avait une corrélation significative avec les caractéristiques Introverti (I), iNtuitif (N), Pensées (T), et Perception (P) (voir INTP).

## Traitement

### Médical
Le TPS est rarement la principale raison pour débuter un traitement dans un cadre clinique, mais il se produit souvent avec un autre trouble mental (comorbidité). Les produits pharmaceutiques prescrits aux patients atteints de TPS sont souvent les mêmes que pour traiter les patients souffrant de schizophrénie, comme les antipsychotiques. Pour décider quel type de traitement devrait être utilisé, Paul Markovitz distingue deux groupes de patients schizotypiques :
- les patients schizotypiques qui semblent être presque schizophréniques dans leurs croyances et leurs comportements (perceptions et cognitions aberrantes) sont généralement traités avec de faibles doses de médicaments antipsychotiques. Cependant, il faut mentionner que l'efficacité à long terme des neuroleptiques est douteux ;
- les patients schizotypiques qui sont plus obsessionnel-compulsifs dans leurs croyances et leurs comportements, pour lesquels les inhibiteurs de recapture de la sérotonine comme la Sertraline semblent plus efficaces.

Le Lamotrigine semble par ailleurs être utile pour faire face à l'isolement social.

### Thérapeutique
Selon Theodore Millon, la schizotypie est l'un des troubles de la personnalité les plus faciles à identifier, mais l'un des plus difficiles à traiter avec la psychothérapie[réf. incomplète]. Les personnes atteintes d'un TPS se considèrent habituellement elles-mêmes comme simplement excentriques, créatives, ou non-conformistes. En règle générale, elles sous-estiment leur isolement social et leurs distorsions de la perception. Il n'est pas facile d'établir des rapports sociaux avec les personnes souffrant d'un TPS, car l'augmentation de familiarité et d'intimité augmentent en général leur niveau d'anxiété et de malaise. Dans la plupart des cas, ils ne répondent pas à l'informalité et à l'humour.
La thérapie de groupe est recommandée pour les personnes souffrant d'un TPS seulement si le groupe est assez structuré et soutenant. Le soutien est particulièrement important pour les patients schizotypiques avec prédominance de symptômes paranoïaques car ils éprouvent beaucoup de difficultés, même au sein de groupes très structurés.